# 8番目のマリア
『8番目のマリア』（はちばんめのマリア）は美輪和音による日本の小説。角川ホラー文庫より出版された。また、本書は書き下ろし作品で、イラストは水野梅子が担当し、発売同日に電子書籍も配信されている。

## 登場人物

### 中学時代の同級生
神崎 青史（かんざき せいじ）
代議士秘書。7人のリーダー的存在でプライドが高い。【多数決】参加者。
榊 藍（さかき あい）
橙馬の花嫁。天使が見えるという不思議ちゃん。【多数決】参加者。
赤星 真太郎（あかほし しんたろう）
無気力な元バスケ部エース。【多数決】参加者。
宝生 緑子（ほうしょう みどりこ）
Fカップのダイナマイトバディの持ち主。昼はOL、夜はキャバ嬢。【多数決】参加者。
榊 橙馬（さかき とうま）
お気楽なチャラ男。藍の婿。女性問題が原因で俳優事務所を解雇された。【多数決】参加者。
黄金崎 武蔵（こがねざき むさし）
大病院の御曹司。気が弱く、医大に落ちた。【多数決】参加者。
伊原 すみれ（いはら すみれ）
憂いを帯びたクール＆ビューティー。モデルだが最近は落ち目。【多数決】参加者。
水沢 真白（みずさわ ましろ）
上の七人にいじめられた過去がある。
山吹 蒼太（やまぶき そうた）
中学時代の同級生。

### その他
クンダリーニ
仮面をかぶった、謎の人物。